# Юліу Бодола
Юліу Бодола (рум. Iuliu Bodola, угор. Bodola Gyula; 26 лютого 1912, Брашов, Австро-Угорщина — 12 березня 1993, Будапешт, Угорщина) — румунський і угорський футболіст, нападник.

## Життєпис
Народився 26 лютого 1912 року в Брашові. Вихованець місцевої команди «Брашовія». Розпочинав футбольну біографію в командах з Ораді: «Атлетіку» та ІАР. В 1932 році була створена ліга і Бодола повернувся до «Атлетіка». В сезоні 1934/35 клуб здобув титул віце-чемпіона, а Бодола став третім бомбардиром ліги (17 голів).
1937 року перейшов до складу найтитулованішого клубу довоєнного періоду — столичного «Венуса». Двічі здобував перемоги в національному чемпіонаті. Всього провів у лізі 61 поєдинок, 47 забитих м'ячів. В сезоні 1939/40 став другим за результативністю гравцем — 17 голів. Більше вражав ворота суперників у тому чемпіонаті лише Штефан Ауер (21 забитий м'яч).
У національній збірній дебютував 10 травня 1931 року. В Бухаресті румуни здобули переконливу перемогу над збірною Болгарії (5:2), а Юліу Бодола двічі вражав ворота суперника.
У Балканському кубку 1929—1931 збірна Румунії здобула перемогу, а Бодола став найкращим бомбардиром турніру (7 голів).
Чемпіонат світу 1934 в Італії проходив за кубковою схемою. Вже в першому матчі жереб звів румун з однією з найсильніших команд 30-х років — збірною Чехословаччини. На гол Штефана Добая суперники відповіли двома (Неєдлий, Пуч). Збірна Румунії відправилася додому, а чехословаки дійшли до фіналу турніру.
У першому раунді світової першості у Франції румуни грали зі збірною Куби. Юліу Бодола брав участь у першому матчі, який завершився внічию. За тогочасними правилами був призначений додатковий матч, у якому перемогу здобула американська команда.
Останній поєдинок у складі збірної Румунії провів у жовтні 1939 року. Всього зіграв 48 матчів і забив 30 голів. Тривалий час був найкращим бомбардиром збірної. У вересні 1997 року це досягнення перевершив Георге Хаджі. Згодом Бодолу обійшов і Адріан Муту.
1940 року повернувся до «Атлетіка» (Орадя). У серпні того року землі Північної Трансільванії, внаслідок Другого віденського арбітражу, перейшли у володіння Угорщини. Команда Бодоли змінила назву на «Надьвараді» і в першому сезоні здобула перемогу в другому ешелоні угорського футболу. В еліті клуб постійно прогресував: посідаючи відповідно п'яте, друге і перше місця. Протягом усього часу Юліу Бодола був одним провідних гравців «Надьвараді». Забив у головній лізі угорського футболу 61 м'яч в 86 поєдинках.
У складі збірної Угорщини дебютував 1 грудня 1940 року. В Генуї угорці зіграли внічию зі збірною Італії. У другому таймі Юліу Бодола зрівняв рахунок. В роки другої світової війни провів сімнадцять поєдинків у складі збірної Угорщини. А ще один, останній, у жовтні 1948 року. Всього забив чотири голи.
У перші два повоєнні роки захищав кольори румунської команди «Ферар» (Клуж). Всього в чемпіонаті Румунії провів 153 матчі, 112 голів.
З 1946 по 1949 рік виступав за МТК (Будапешт). В останньому сезоні здобув титул віце-чемпіона Угорщини.
1950 року розпочав тренерську діяльність. Протягом двадцяти років очолював декілька команд, які виступали в різних дивізіонах угорського футболу.
Помер 12 березня 1993 року в Будапешті. З листопада 2008 року стадіон в Ораді носить його ім'я.

## Досягнення
- Чемпіон Румунії (2): 1939, 1940
- Чемпіон Угорщини (1): 1944
- Володар Балканського кубку (2): 1929-31, 1936
- Найкращий бомбардир Балканського кубку (1): 1929-31 (7 м'ячів у 3-ох зіграних матчах)